# 中央アジア競技大会
中央アジア競技大会（ちゅうおうアジアきょうぎたいかい、英語名：Central Asian Games）は、中央アジア競技連盟が主催する総合競技大会である。中央アジア地域の友好、理解、平和とオリンピック・ムーブメントの振興を目的としている。
参加国はウズベキスタン、カザフスタン、トルクメニスタン、タジキスタン、キルギスの5カ国。

## 開催地
| 回    | 期間   | 開催都市       | 開催国         |
| ----- | ------ | -------------- | -------------- |
| 第1回 | 1995年 | タシュケント   | ウズベキスタン |
| 第2回 | 1997年 | アルマトイ     | カザフスタン   |
| 第3回 | 1999年 | ビシュケク     | キルギス       |
| 中止  | 2001年 |                |                |
| 第4回 | 2003年 | ドゥシャンベ   | タジキスタン   |
| 第5回 | 2005年 | ウズベキスタン | ウズベキスタン |
| 中止  | 2007年 |                |                |
| 中止  | 2009年 |                |                |